# Lars Onsager
Lars Onsager (Christiania (nu Oslo), 27 november 1903 – Coral Gables (Florida), 5 oktober 1976) was een Noors-Amerikaans chemicus.
Hij won in 1968 de Nobelprijs voor de chemie voor de ontdekking van het naar hem vernoemde reciprociteitsprincipe. Hij was houder van de leerstoel theoretische scheikunde aan de Yale-universiteit.

## Biografie
Lars Onsager werd geboren in Noorwegen als zoon van de advocaat Erling Onsager en Ingrid Kirkeby. Na de middelbare school ging hij naar de Technische Universiteit in Trondheim, waar hij in 1925 als chemisch ingenieur afstudeerde.
In 1925 wist hij de Debye-Hückeltheorie (van Peter Debye en Erich Hückel) over elektrolytische oplossingen te verbeteren en publiceerde het. Hij ging naar de ETH Zürich, waar Peter Debye doceerde en confronteerde hem met zijn incorrecte theorie. Debye was hiervan zo onder de indruk dat hij Onsager aannam als zijn assistent. Hij zou hier blijven tot 1928.
In 1928 emigreerde hij naar de Verenigde Staten en gaf aan de Johns Hopkins-universiteit in Baltimore (Maryland), colleges aan eerstjaars chemie. Hoewel Onsager zeer goed bleek te zijn in het ontwikkelen van theoretische modellen, was hij een ramp wat betreft het lesgeven. Na een semester vertrok hij daarom al.
Vervolgens ging hij naar Brown-universiteit in Providence, Rhode Island waar hij les gaf aan ouderejaars. Dit ging veel voorspoediger. Bovendien maakte hij samen met zijn student Raymond Fuoss grote vooruitgang op het gebied van de thermodynamica. In 1933, het jaar van de Grote Depressie werd hij ontslagen door de Brown-universiteit, omdat zijn kwaliteiten als docent niet altijd gewaardeerd werden. Gelukkig kreeg hij een aanstelling aan de Yale-universiteit, bij de scheikundeafdeling, waar hij tot 1972 aanbleef. In dat jaar ging hij met pensioen.
In 1968 won hij de Nobelprijs voor de chemie. Een halfjaar lang, van 15 januari tot en met 14 augustus 1970, bezette hij als buitengewoon hoogleraar Wiskunde en Natuurwetenschappen de Lorentz-leerstoel aan de Universiteit Leiden.
In 1933, vlak voordat hij naar Yale ging, reisde hij af naar Oostenrijk om chemicus Hans Falkenhagen te bezoeken. Hij ontmoette daar Falkenhagens zus Margrethe Arledter. Zij trouwden niet veel later, op 7 september 1933 en kregen vier kinderen, drie zonen en een dochter.
In 1976 stierf Lars Onsager op 72-jarige leeftijd in Florida aan een hartaanval.

## Reciprocalprincipe
Een van zijn belangrijkste prestaties gedurende zijn periode aan Brown was zijn studie naar de beweging van ionen in een oplossing onder invloed van een elektrisch veld. Hiertoe keerde hij terug naar enige fundamentele wetten van de thermodynamica, waaronder Hermann von Helmholtz' "principe van minste dissipatie". Hierop wist hij een wiskundige uitdrukking af te leiden over het gedrag van substanties in een oplossing, een uitdrukking die nu bekendstaat als de wet van reciprocalprincipe. In 1929 publiceerde hij de wet, maar pas later werd deze gewaardeerd als een enorme vooruitgang in de theoretische scheikunde.
Naast de Nobelprijs in 1968 werd Onsager ook onderscheiden met de Rumford Medal (1953), de Lorentzmedaille (1958), de ACS Willard Gibbs Medal (1962) en de National Medal of Science (1969).
1901: Van 't Hoff ·
1902: E. Fischer ·
1903: Arrhenius ·
1904: Ramsay ·
1905: Baeyer ·
1906: Moissan ·
1907: Buchner ·
1908: Rutherford ·
1909: Ostwald ·
1910: Wallach ·
1911: Curie ·
1912: Grignard, Sabatier ·
1913: Werner ·
1914: Richards ·
1915: Willstätter ·
1918: Haber ·
1920: Nernst ·
1921: Soddy ·
1922: Aston ·
1923: Pregl ·
1925: Zsigmondy ·
1926: Svedberg ·
1927: Wieland ·
1928: Windaus ·
1929: Harden, Euler-Chelpin ·
1930: H. Fischer · 
1931: Bosch, Bergius ·
1932: Langmuir ·
1934: Urey ·
1935: F. Joliot-Curie, I. Joliot-Curie ·
1936: Debye ·
1937: Haworth, Karrer ·
1938: Kuhn ·
1939: Butenandt, Ružička ·
1943: Hevesy · 
1944: Hahn ·
1945: Virtanen ·
1946: Sumner, Northrop, Stanley ·
1947: Robinson · 
1948: Tiselius · 
1949: Giauque ·
1950: Diels, Alder ·
1951: McMillan, Seaborg ·
1952: Martin, Synge ·
1953: Staudinger ·
1954: Pauling ·
1955: Vigneaud ·
1956: Hinshelwood, Semjonov ·
1957: Todd ·
1958: Sanger ·
1959: Heyrovský ·
1960: Libby ·
1961: Calvin ·
1962: Perutz, Kendrew ·
1963: Ziegler, Natta ·
1964: Hodgkin ·
1965: Woodward ·
1966: Mulliken ·
1967: Eigen, Norrish, Porter ·
1968: Onsager ·
1969: Barton, Hassel ·
1970: Leloir ·
1971: Herzberg ·
1972: Anfinsen, Moore, Stein · 
1973: E.O. Fischer, Wilkinson · 
1974: Flory ·
1975: Cornforth, Prelog ·
1976: Lipscomb ·
1977: Prigogine · 
1978: Mitchell ·
1979: Brown, Wittig ·
1980: Berg, Gilbert, Sanger ·
1981: Fukui, Hoffmann ·
1982: Klug ·
1983: Taube ·
1984: Merrifield ·
1985: Hauptman, Karle ·
1986: Herschbach, Lee, Polanyi ·
1987: Cram, Lehn, Pedersen ·
1988: Deisenhofer, Huber, Michel ·
1989: Altman, Cech ·
1990: Corey ·
1991: Ernst ·
1992: Marcus ·
1993: Mullis, Smith ·
1994: Olah ·
1995: Crutzen, Molina, Rowland ·
1996: Curl, Kroto, Smalley ·
1997: Boyer, Walker, Skou ·
1998: Kohn, Pople ·
1999: Zewail ·
2000: Heeger, MacDiarmid, Shirakawa ·
2001: Knowles, Noyori, Sharpless ·
2002: Fenn, Tanaka, Wüthrich ·
2003: Agre, MacKinnon ·
2004: Ciechanover, Hershko, Rose ·
2005: Grubbs, Schrock, Chauvin ·
2006: Kornberg ·
2007: Ertl ·
2008: Shimomura, Chalfie, Tsien ·
2009: Steitz, Yonath, Ramakrishnan ·
2010: Heck, Negishi, Suzuki ·
2011: Shechtman ·
2012: Kobilka, Lefkowitz ·
2013: Karplus, Levitt, Warshel ·
2014: Betzig, Hell, Moerner ·
2015: Lindahl, Modrich, Sancar ·
2016: Sauvage, Stoddart, Feringa ·
2017: Dubochet, Frank, Henderson · 
2018: Arnold, Winter, Smith ·   
2019: Goodenough, Whittingham, Yoshino ·
2020: Charpentier, Doudna ·
2021: List, MacMillan ·
2022: Bertozzi, Meldal, Sharpless ·
2023: Bawendi, Brus, Jekimov ·
2024: Baker, Hassabis, Jumper